# رنگ‌کمان‌ماهی
رنگین‌کمان‌ماهی‌ها، ماهی‌هایی کوچک و رنگارنگ از راسته گل‌آذین‌ماهی‌سانان و ساکن آب شیرین هستند که در شمال و شرق استرالیا، گینه نو (از جمله جزایر خلیج Cenderawasih و جزایر راجا Ampat در اندونزی)، سولاوسی و ماداگاسکار یافت می‌شوند.
بزرگ‌ترین جنس ماهی رنگین کمان، Melanotaenia، که نامشان از یونان باستان گرفته شده است ترجمه آن melano (سیاه) و taenia (بنددار)، به معنای «بند سیاه» است، که اشاره به نوارهای سیاه جانبی اغلب چشمگیری که در امتداد بدن ماهی‌هایی از جنس Melanotaenia قرار دارند می‌کند.

## ویژگی‌های زیستی
ویژگی رنگین‌کمان‌ماهی‌ها بزرگ شدن دندان‌های دیستال پیش از فک بالا است. آنها دارای بدنی فشرده با دو باله پشتی هستند که از هم جدا شده‌اند اما فقط یک شکاف کوچک بین آنها وجود دارد. در باله پشتی اول ۳–۷ خار وجود دارد در حالی که دومی دارای ۶–۲۲ پرتو است، باله اول در برخی گونه‌ها متصل یک ستون فقرات تنومند است، باله مقعدی ۱۰–۳۰ پرتو دارد و دوباره، اولی ممکن است ضخیم باشد. ستون فقرات در برخی گونه‌ها خط جانبی یا ضعیف توسعه یافته یا وجود ندارد. فلس‌های نسبتاً بزرگی دارند و در سری‌های جانبی ۲۸ تا ۶۰ عدد می‌شوند. باله‌های لگنی توسط غشایی که در امتداد درونی‌ترین پرتو قرار دارد به شکم ماهی متصل می‌شوند و این ویژگی است که می‌توان از آن برای جدا کردن ماهی‌های رنگین کمان از پهلو نقره ای‌ها استفاده کرد، اگرچه غشاء به راحتی پاره می‌شود. اکثر گونه‌های این خانواده دارای دودیسی جنسی هستند و جنس نر معمولاً رنگارنگ‌تر دارای باله‌ای میانی درازتری هستند.
اکثر گونه‌های رنگین‌کمان‌ماهی‌ها اندازه ای کمتر از ۱۲ سانتیمتر (۴٫۷ اینچ) دارند. طول برخی از گونه‌ها کمتر از ۶ سانتیمتر (۲٫۴ اینچ) است. البته گونه Melanotaenia vanheurni تا ۲۰ سانتیمتر (۷٫۹ اینچ) هم رشد می‌کند. آنها در طیف وسیعی از زیستگاه‌های آب شیرین از جمله رودخانه‌ها، دریاچه‌ها و باتلاق‌ها زندگی می‌کنند. اگرچه آنها در تمام طول سال تخم ریزی می‌کنند، اما در شروع فصل بارانهای محلی تعداد زیادی تخم می‌گذارند. تخم‌ها به گیاهان آبزی متصل می‌شوند و ۷ تا ۱۸ روز بعد از تخم بیرون می‌آیند. رنگین کمان ماهی همه چیزخوار است و از سخت پوستان کوچک، لارو حشرات و جلبک‌ها تغذیه می‌کند.
رنگین‌کمان‌ماهی‌ها همراه با ماهی‌های چشم آبی (Pseudomugil) که یکی دیگر از ماهی‌های کوچک و رنگارنگ هستند که در محدوده و زیستگاه مشابه رنگین کمان ماهی یافت می‌شوند، جزو ماهیهای محبوب آکواریومی هستند. در طبیعت، برخی از جمعیت‌های رنگین‌کمان ماهی‌ها به شدت تحت تأثیر پشه ماهی‌های تهاجمی معرفی‌شده شرقی (Gambusia holbrooki)، سیچلاید‌های تیلاپیا و آلودگی قرار گرفته‌اند.

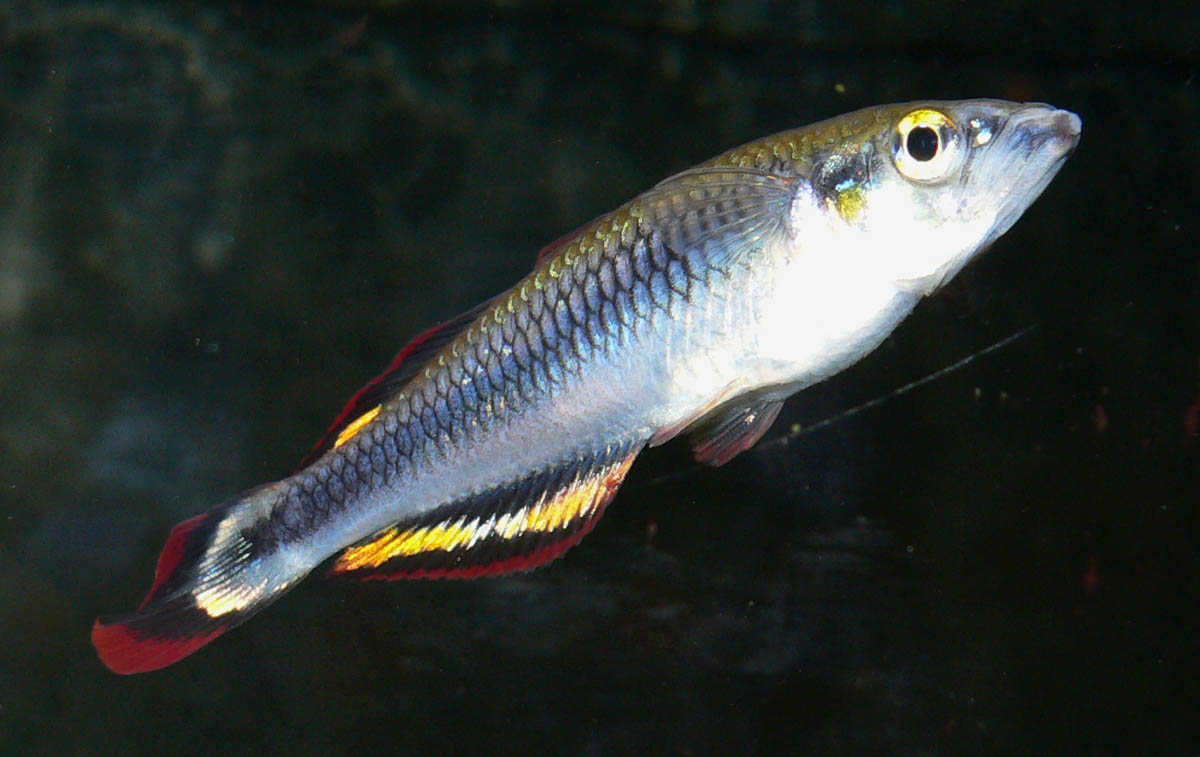
بداتیو اسپی یک رنگین کمان ماهی ماداگاسکار

## طبقه‌بندی
رنگین‌کمان‌ماهی به تعدادی زیرخانواده تقسیم می‌شود، این خانواده‌ها توسط برخی مقامات به عنوان خانواده‌های جدا در نظر گرفته شده‌اند، اما ویرایش پنجم ماهیان جهان آنها را به عنوان زیرخانواده‌های یک خانواده طبقه‌بندی می‌کند زیرا یک گروه یا کلاد تک تباری را تشکیل می‌دهند؛ بنابراین آنها به شرح زیر طبقه‌بندی می‌شوند:
- زیرخانواده Bedotiinae Jordan & Hubbs، 1919 رنگین کمان ماهی ماداگاسکار
  - جنس Bedotia Regan، 1903
  - جنس Rheocles Jordan & Hubbs، 1919
- زیرخانواده Melanotaeniinae Gill، 1894 Rainbowfishes
  - جنس چیلاترینا ریگان، 1914
  - جنس Glossolepis MCW Weber، 1907
  - جنس Melanotaenia TN Gill، 1862
  - جنس Cairnsichthys GR آلن، 1980
  - جنس Rhadinocentrus Regan، 1914
  - جنس Iriatherina Meinken، 1974
  - جنس Pelangia GR آلن، 1998
- زیرخانواده ماهیان چشم آبی Kner، 1867
  - جنس کیونگا GR آلن، 1983
  - جنس سرده ماهی‌های چشم آبی Kner، 1866
  - جنس ماهی چشم آبی باله سرخ Ivantsoff, Unmack, Saeed & Crowley, 1991
- زیرخانواده سیمین پهلوهای باله بادبانی Munro، 1958 رنگین کمان ماهی‌های Celebes
  - جنس Kalyptatherina Saeed & Ivantsoff، 1991
  - جنس Marosatherina Aarn , Ivantsoff & Kottelat، 1998
  - جنس Paratherina Kottelat، 1990
  - جنس Telmatherina Boulenger، 1897
  - جنس Tominanga Kottelat، 1990

## رفتار در اسارت

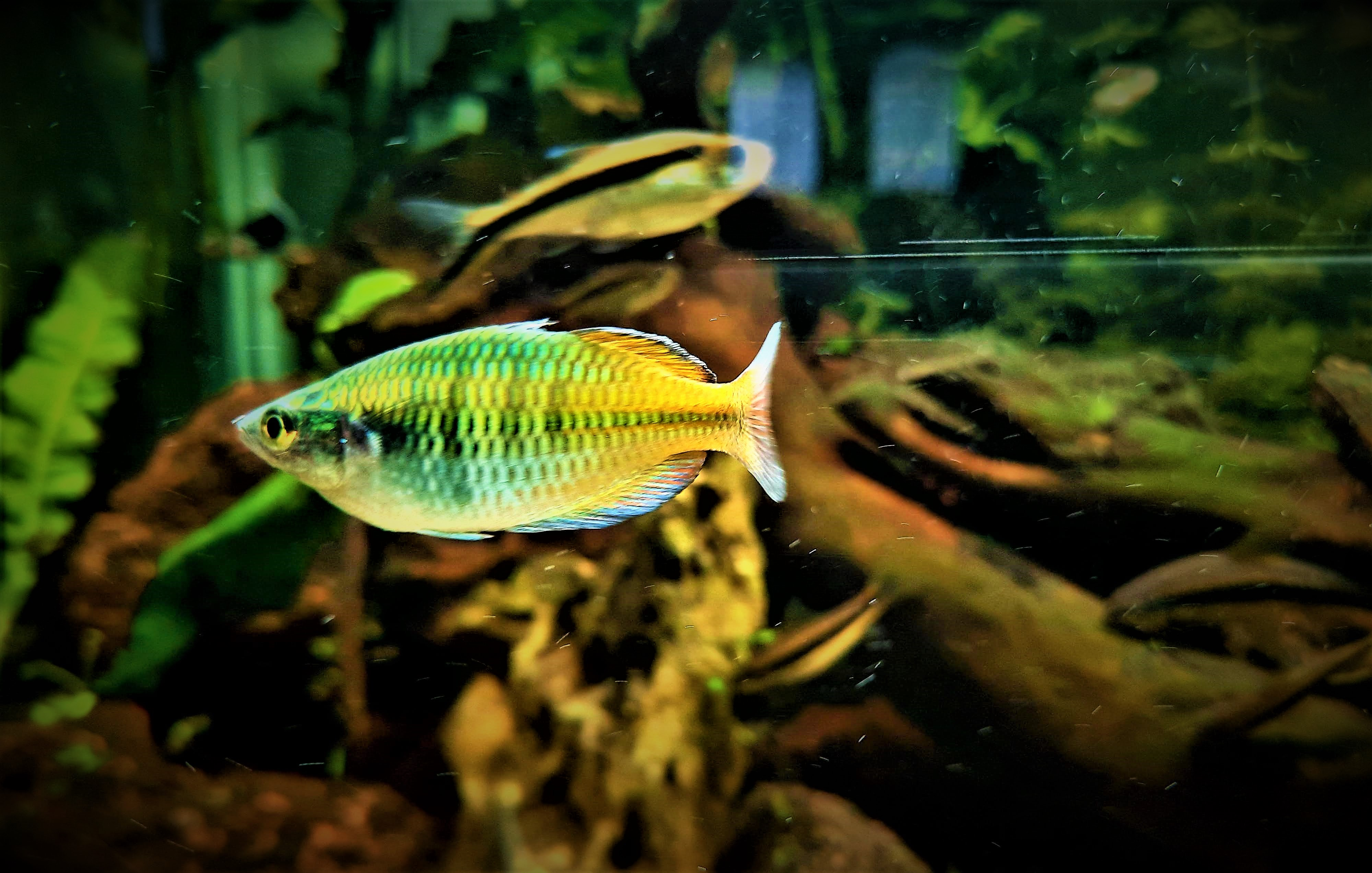
ماهی رنگین کمان در آکواریوم

رنگین‌کمان‌ماهی‌ها معمولاً بهترین عملکرد را با ماهی‌های مناطق گرمسیری مانند تترا، گوپی و سایر ماهی‌های رنگین کمان دارند. با این حال، در صورتی که ماهی ماده به اندازه کافی وجود نداشته باشد، گاهی اوقات دو نر ممکن است در فصل تولید مثل با هم دعوا کنند. ماهی‌های رنگین کمان معمولاً در اسارت هر چیز شناور پر مانندی را می‌خورند، زیرا در طبیعت آنها اغلب از حشرات شناور روی سطح را تغذیه می‌کنند.